# Повенець
Повенець (карел. Poventsa, рос. Повенец) — селище міського типу в Медвеж'єгорському районі Республіки Карелія, Російська Федерація.
Лежить на березі Повенецької затоки Онезького озера, при впадінні в неї річки Повенчанки, 26 кілометрів від залізничної станції Медвежа Гора (на лінії Санкт-Петербург – Мурманськ). Початковий пункт Біломорсько-Балтійського каналу (в районі селища знаходиться "Повенчанська драбина" з семи шлюзів).

## Історія
Відоме з 15 століття як поселення Вяжицького Новгородського Монастиря (велися соляні промисли). В XVI—XVII століття через Повенець проходила "стежка богомольців" до Соловецького монастиря, населений пункт був торговою слободою.
В 1702 році Повенець став кінцевим пунктом «Осударевой дороги». В 1703 році Петро I заснував в Повенці чавуноливарний завод.
Селище відоме тим, що неподалік від нього на околицях поселення Сандармох у 1937 році розстріляли багато політичних, культурних, мистецьких діячів, зокрема українських.

## Галерея

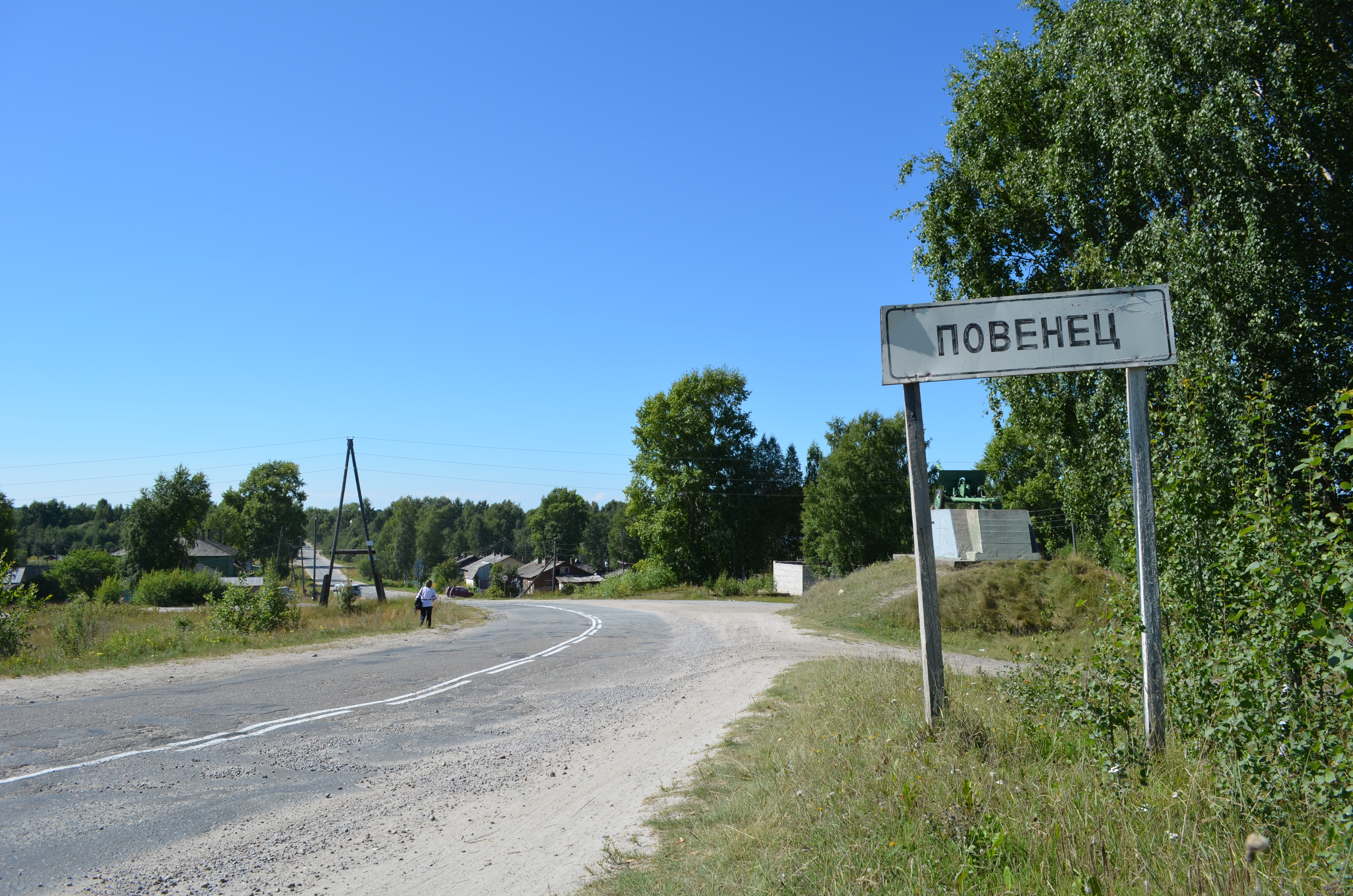
В'їзний знак
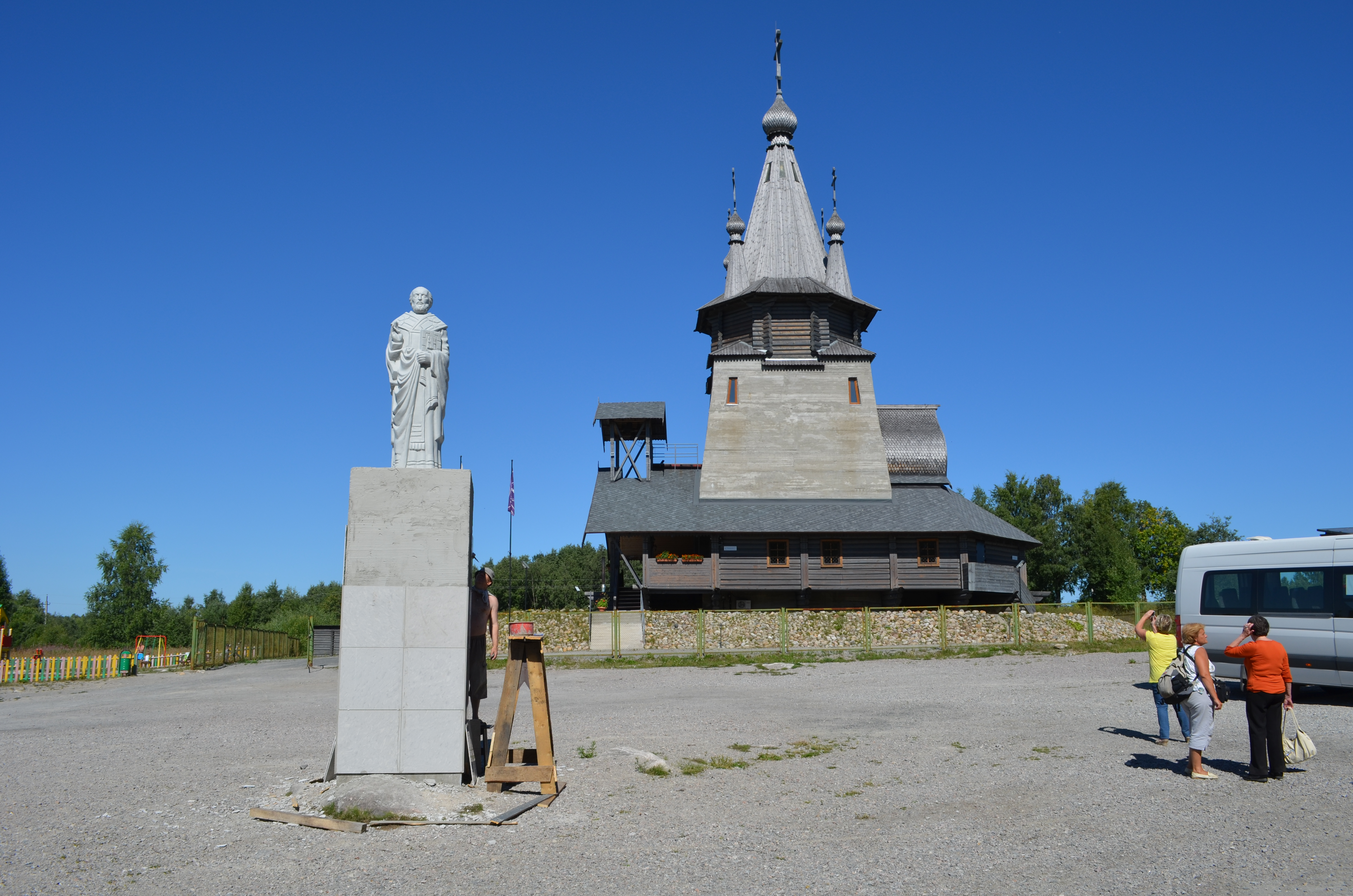
У центрі селища
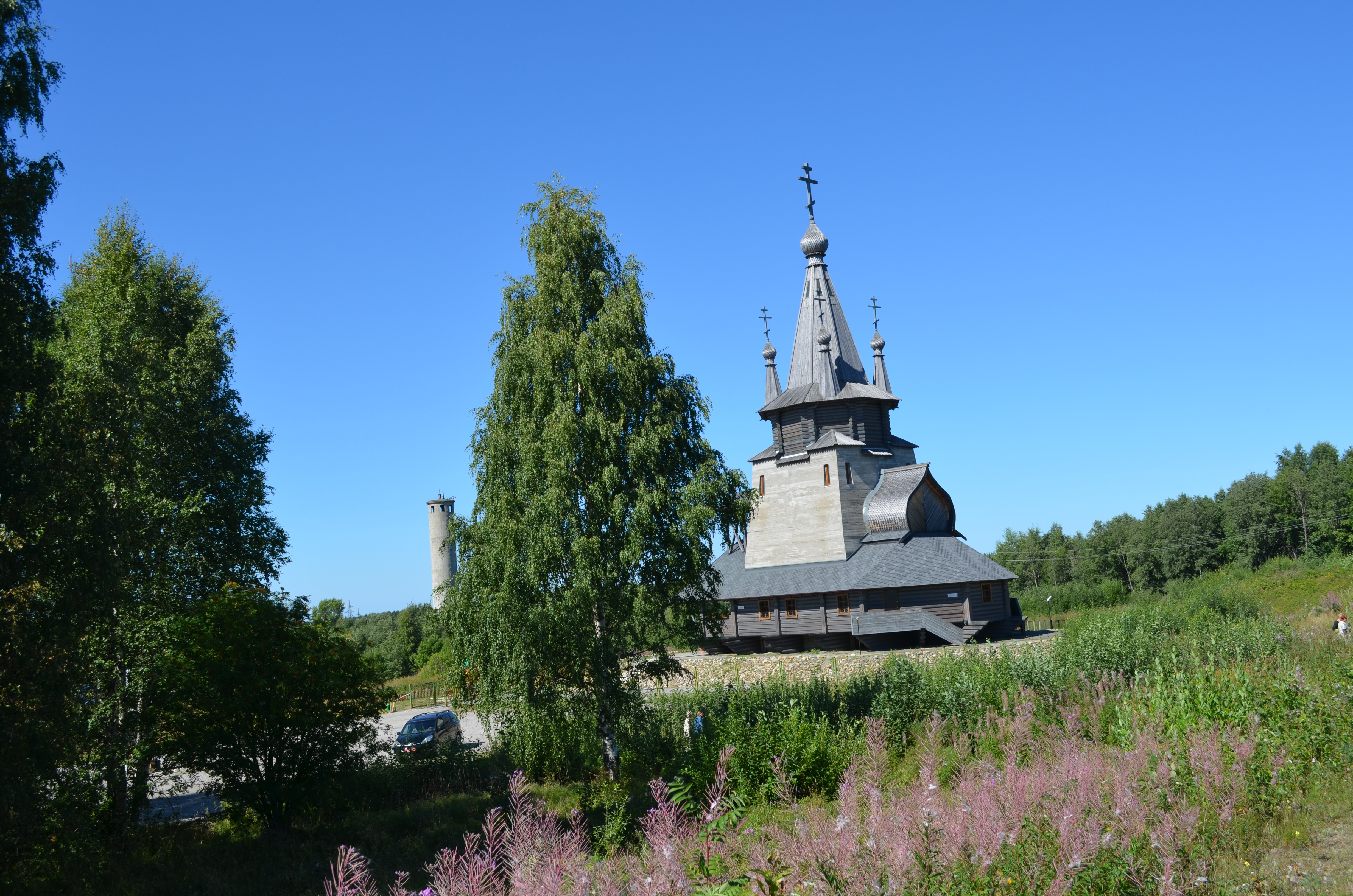
Храм Миколая Святителя, побудований в 2004 році в пам'ять будівельників Біломорканалу
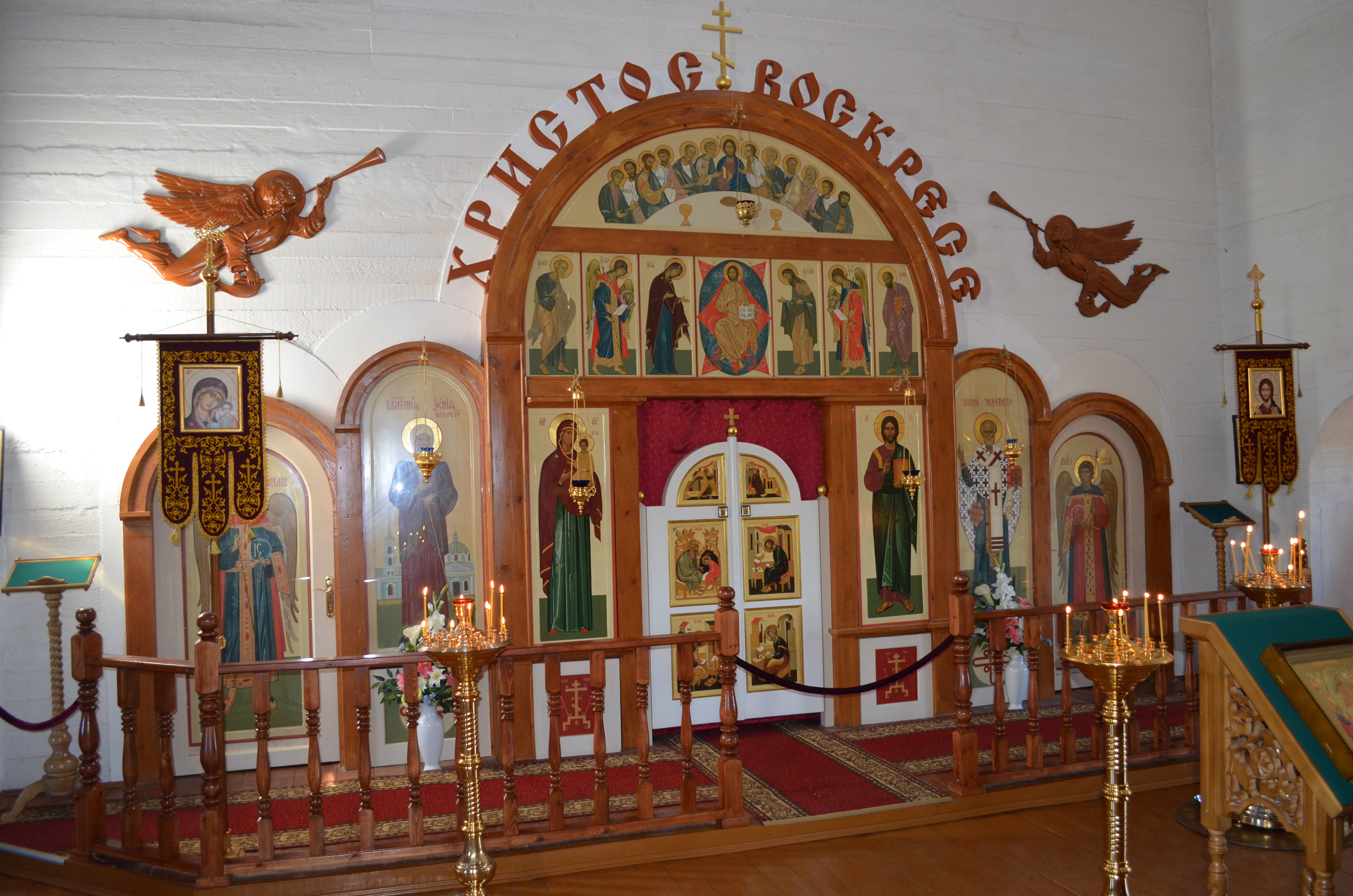
Всередині церкви
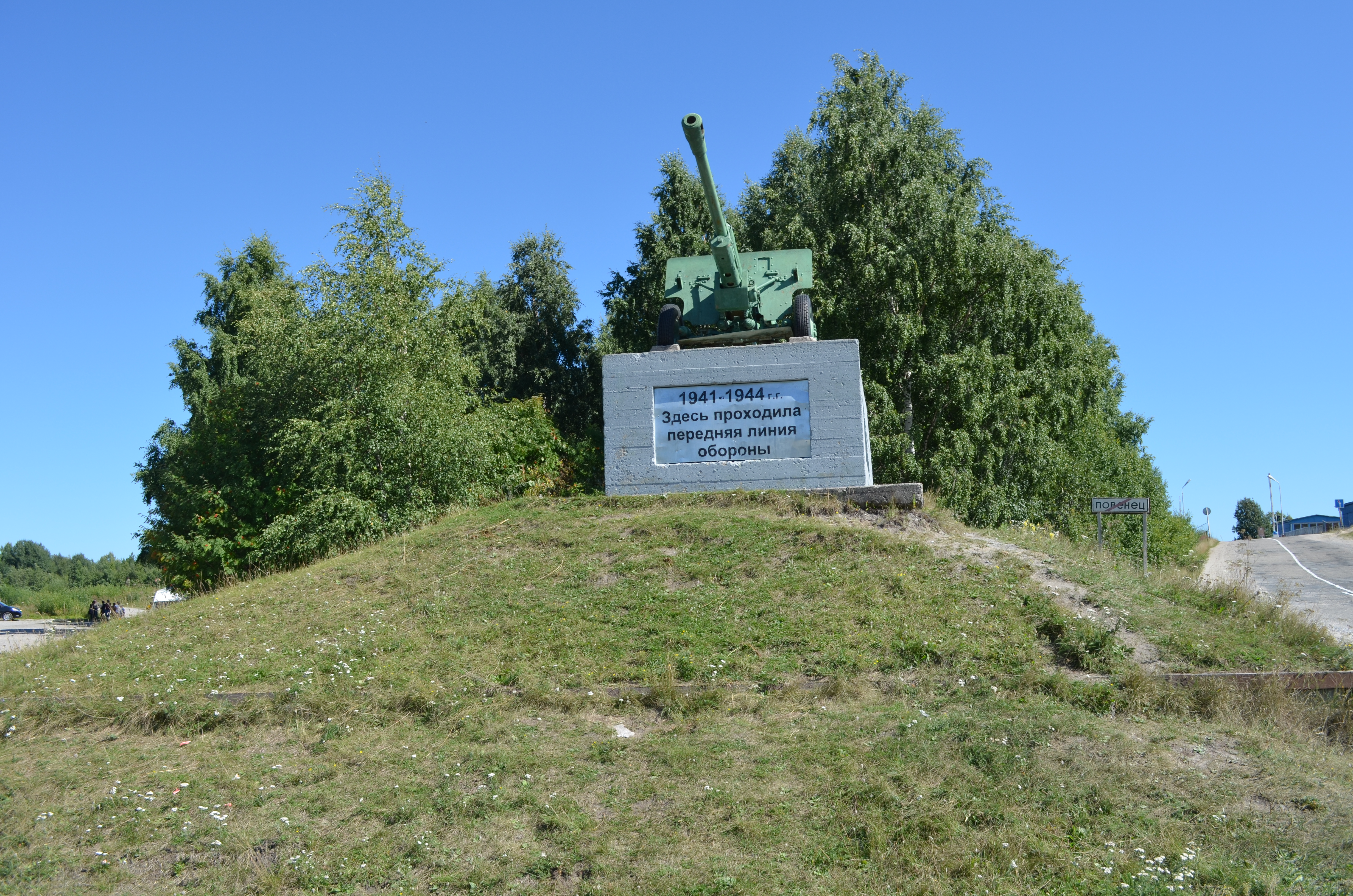
Пам'ятник Великої Вітчизняної війни
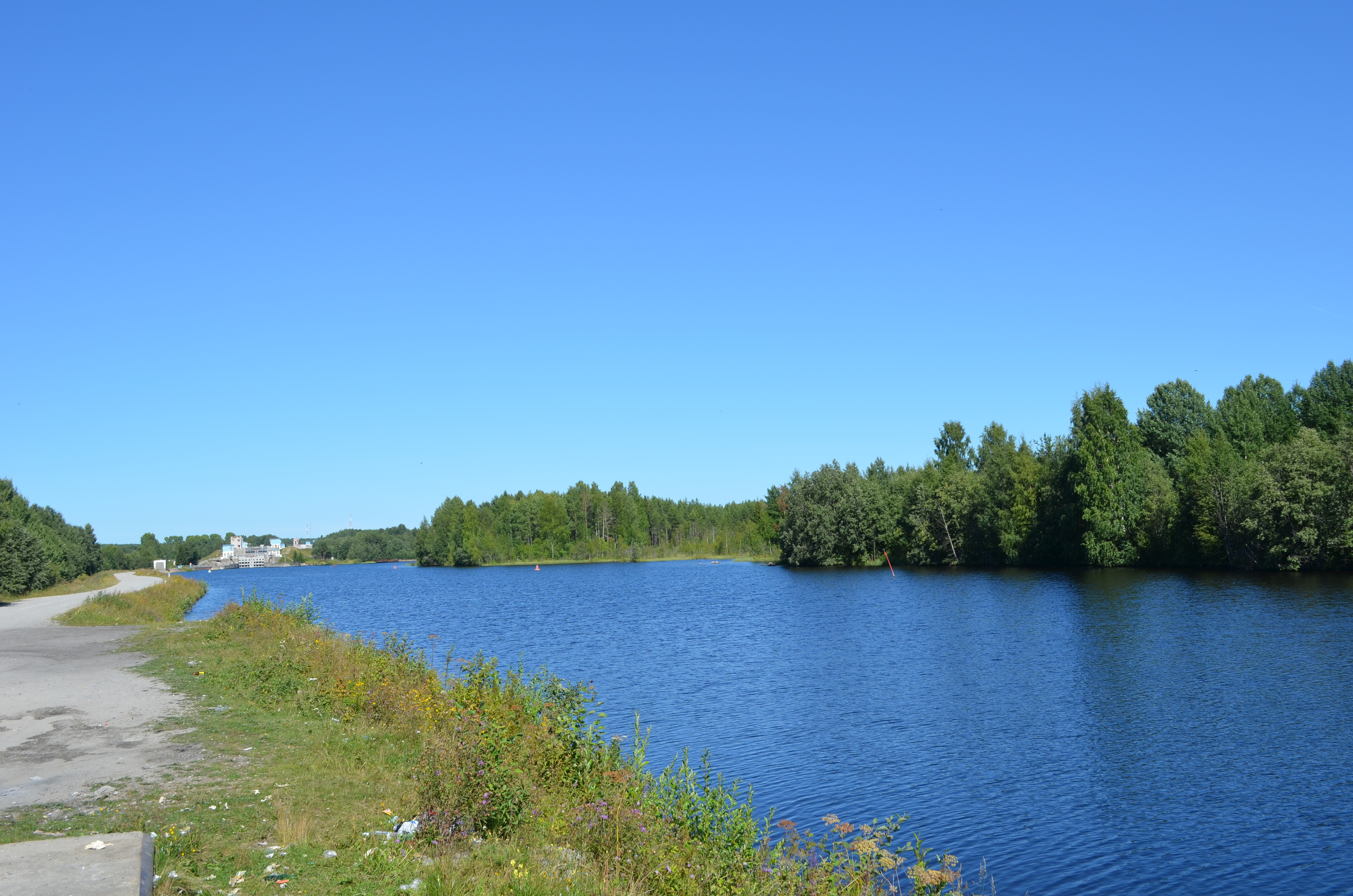
Біломорканал
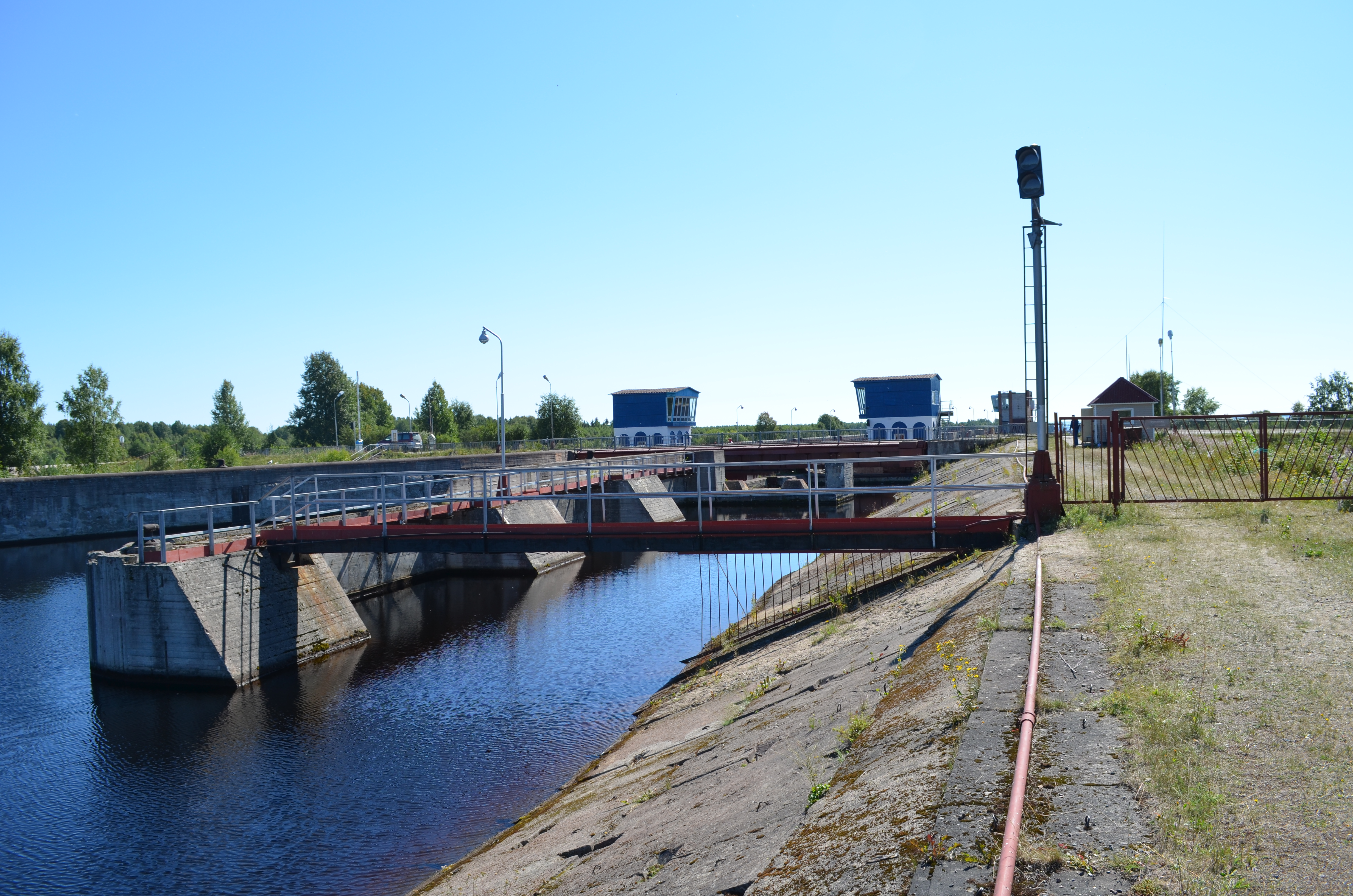
Шлюз Біломорканалу